# 帝国の推移

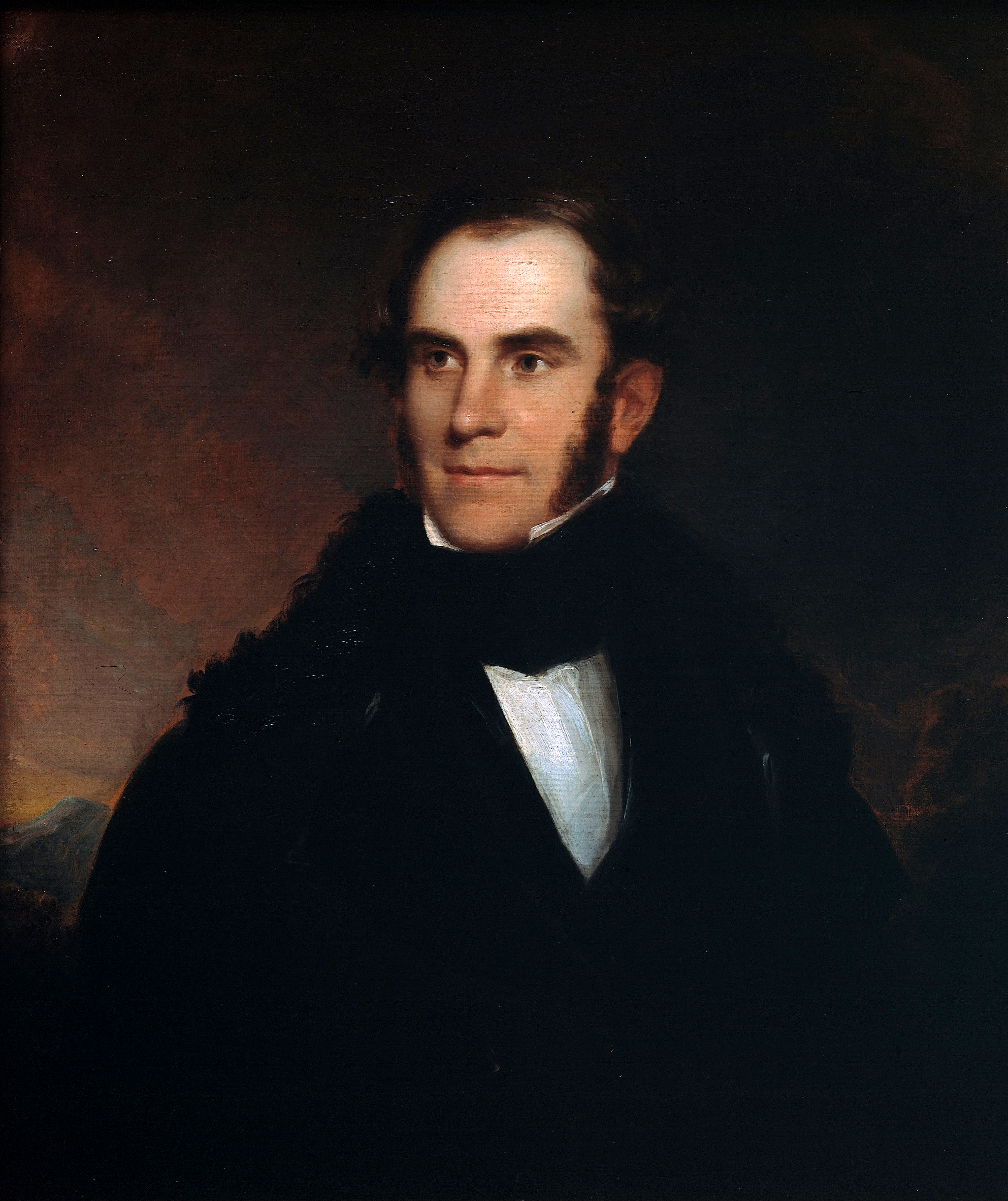
トマス・コール、1844～48年頃

『帝国の推移』（ていこくのすいい、英:The Course of Empire）は、アメリカのハドソン・リバー派の画家トマス・コールによって1833～1836年に描かれた5枚の連作。このシリーズが、”牧畜が人類文明の理想的な段階であり、帝国は強欲に陥り、必然的に文明の崩壊につながる”と考るその時代の一般的なアメリカ人の感情を顕著に反映していた事は注目に値する。輪廻転生というテーマはコールの作品、例えば『人生の航路』シリーズなどで繰り返し描かれている。
『帝国の推移』シリーズは次の5作品で構成されている。
- 『未開の状態』
- 『牧歌的な状態』
- 『帝国の完成』
- 『帝国の衰退』
- 『荒廃』

## 歴史
1829年から渡欧したトマス・コールはヨーロッパ旅行中から、文明の勃興と衰退をテーマにした作品を描こうと考えていた、帰国後ニューヨークの実業家ルーマン・リードから注文を受け、5枚の連作として完成されることになる。この絵のシリーズはその後1858年にニューヨーク歴史協会がニューヨーク・ギャラリー美術館に贈与するために購入した。これは河口の湾に位置する、ある帝国の勃興と繁栄、衰退の歴史が、季節の変化ならびに一日の時間の推移とともに描かれる一大叙事詩である。画に描かれた谷は、岩山の山頂に不安定な状態に存在する大きな岩が谷を見下ろすその特異な地形から、どこであるかをはっきりと識別できる。一部の批評家は、これが人間のはかなさと地球の不変性を対比することを意味すると信じている。『帝国の推移』の文学的着想の源は、バイロンの『チャイルド・ハロルドの巡礼』(1812年～1818年)である。

## 帝国の推移
現存するコール自身の『帝国の推移』のレイアウトを示したメモによると、5枚の作品は左側に1、2作目、中央に3作目、右側に4、5作目を上下に並べ、各々の上には一日の太陽の動きを表す横長のパネルが3枚掛けられている。そしてどの作品の背景にも必ず登場する印象的な形の山が、人間の栄枯盛衰を傍観者のように冷ややかに眺めているのである。

### 未開の状態
- 英題：The Savage State
- キャンバスに油彩、1834年、39½ × 63½ インチ

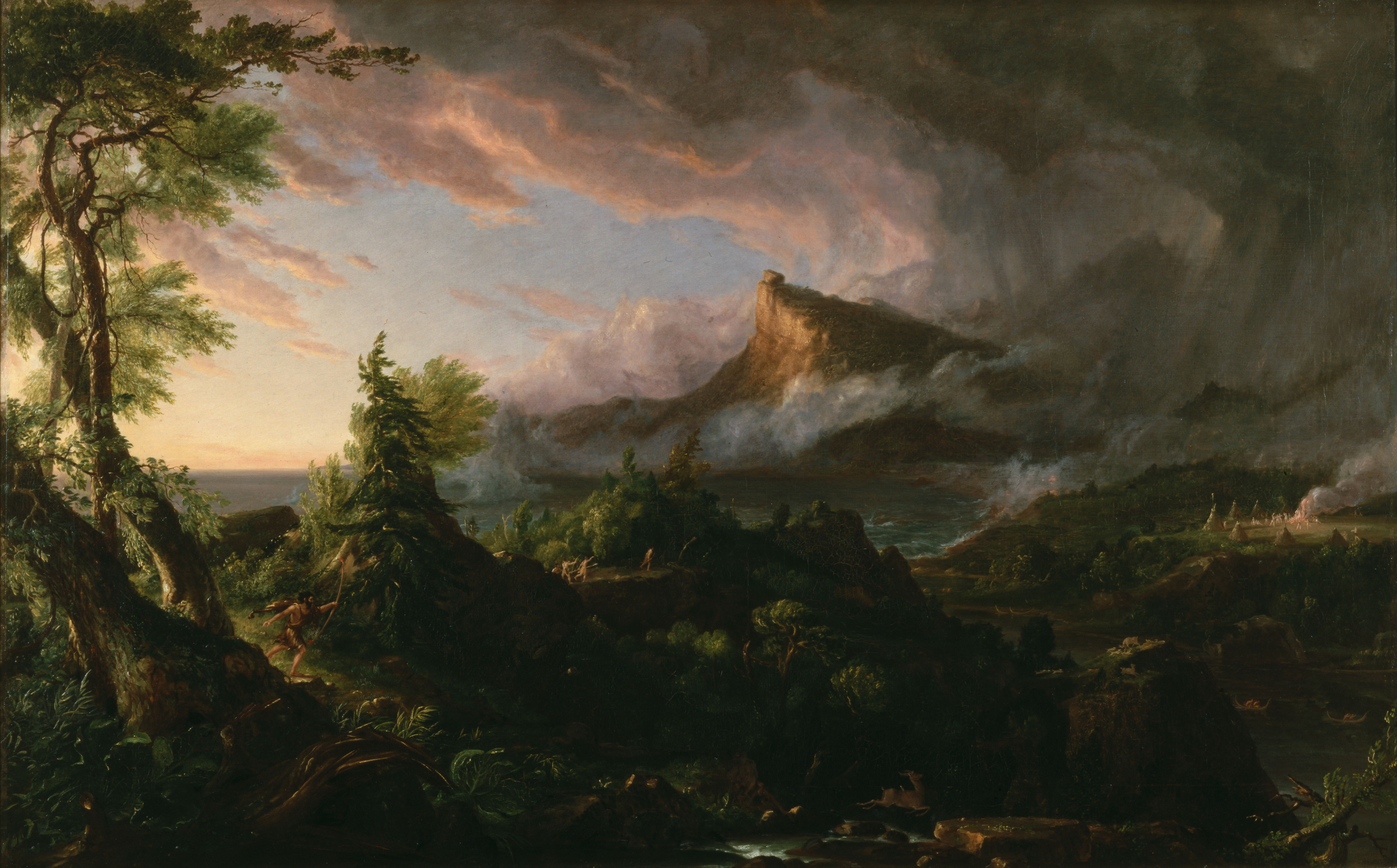
未開の状態

第1作『未開の状態』は嵐の夜明けの薄暗い光の中で岩山の対岸にある谷間の海岸を描いたものである。
トマス・コール自身がこの内容を次のように記述している。「最初の作品は未開の荒野であるべきだ。太陽が海から昇り、夜の嵐の雲が山の向こうに退いていく。原始の人々が毛皮をまとい、狩猟に明け暮れている。ちょうど自然が混沌の中から目覚めたばかりのように、際立つ明暗の対比と活動の気迫が情景全体に広がっている」。画材のモデルはアメリカ・インディアンの生活から来ている。

### 牧歌的な状態
- 英題：The Arcadian or Pastoral State
- キャンバスに油彩、1834年、39½ × 63½ インチ

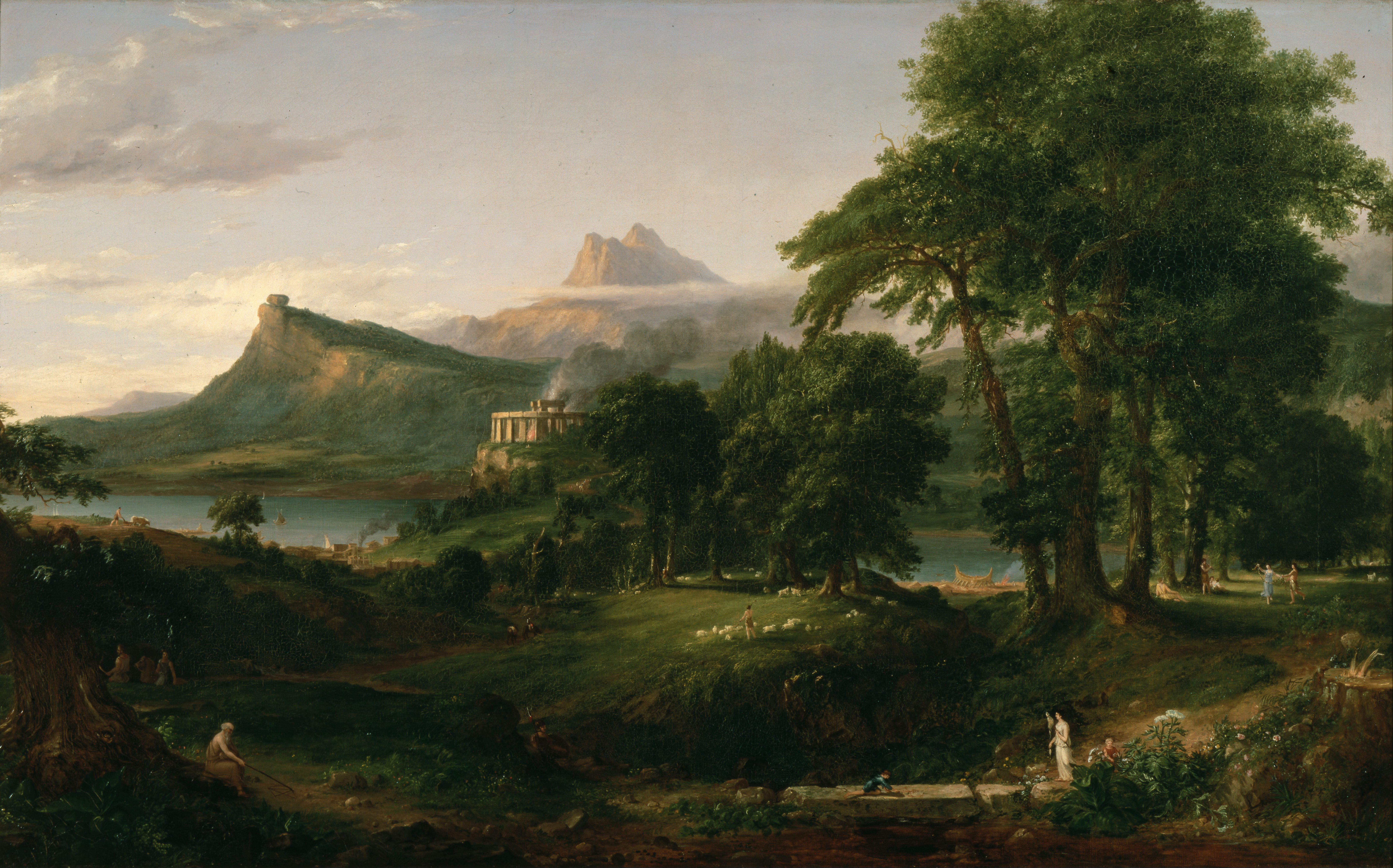
牧歌的な状態

第2作『牧歌的な状態』では、春になって農耕や牧畜が始まり、絵画や音楽、数学などの学問文化が芽生えてくる。この画は、晴れ渡った空の下の、春または初夏のさわやかな朝の風景を描いている。岩を頂く岩山は画面の左側に置かれ、画の視点はさらに川に近づき、そして遥か彼方には複数の山頂をもつ山が見える。多くの原野は、すきで耕された草原となり、耕作地化が進んでいる。背後では農地の鋤返し、船作り、羊の牧畜、踊る少女が見え、手前では老人が何か、おそらく幾何学的な問題を地面にスケッチしている。川縁の絶壁には、巨石神殿が建設され、そこからは生贄を焼いていると思われる煙が立ち上っている。この画は都市国家化以前の理想的な古代ギリシャを反映している。

### 帝国の完成
- 英題：The Consummation of Empire
- キャンバスに油彩、1836年、51 × 76 インチ

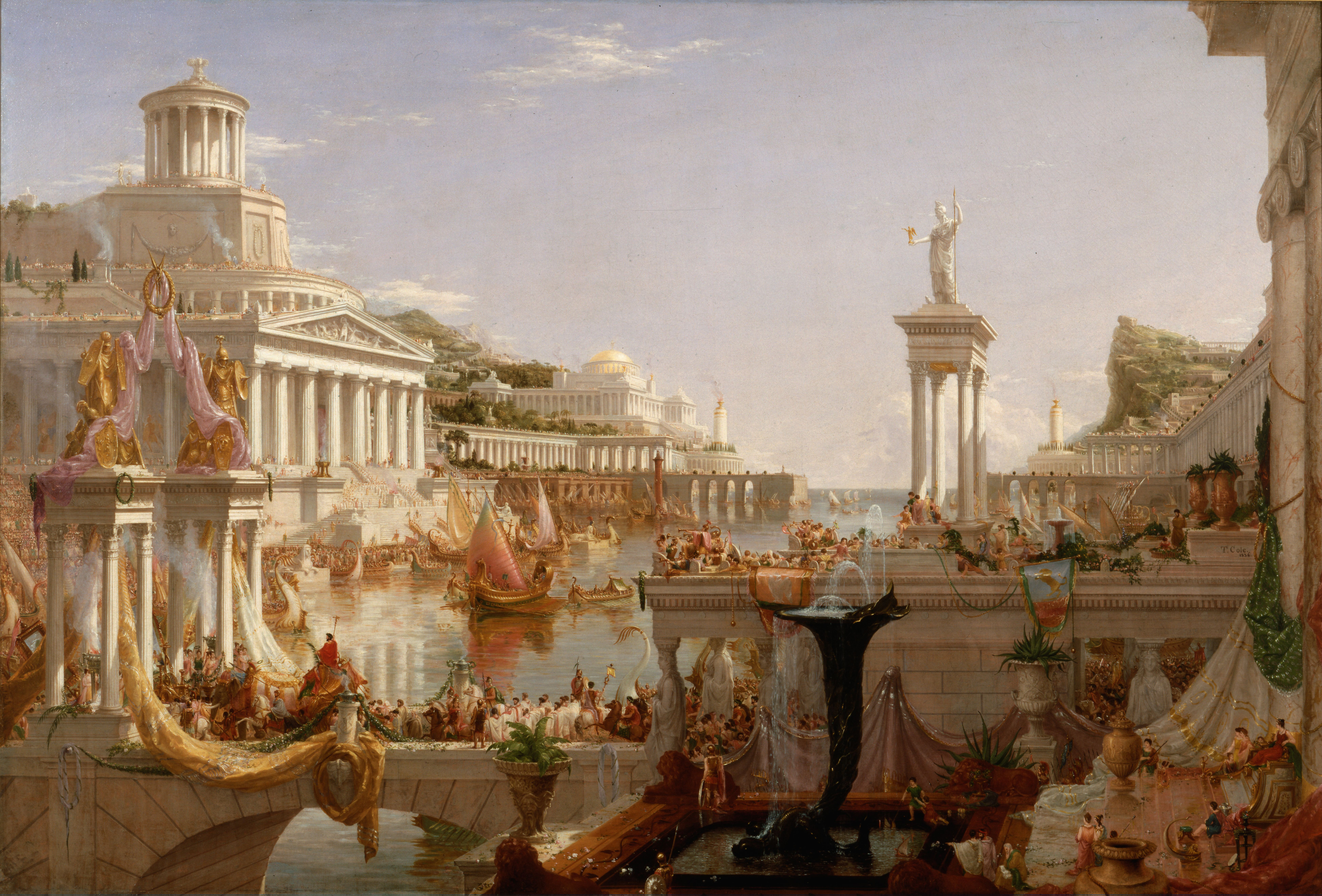
帝国の完成

第3作「帝国の完成』で文明は頂点を迎える。時は夏の真昼、着飾った人々の風俗や建物は古代の帝国を連想させるが、着想や構図の点でジョセフ・マロード・ウィリアム・ターナーの『カルタゴ帝国の衰退』の影響があることは明らかであろう。

この画では川の対岸の、最初の画では森が切り開かれてテントが立てられている場所付近に視点が移っている。

渓谷の両側には既に、列柱がある大理石の建物が建ち並び、階段が川の中まで続く。

牧歌的な時代の古代の巨石神殿は川の土手にそびえたつ巨大なドーム型の建物に作り変えられているようだ。

河口は二つ狼煙台で守られ、大三角帆帆船がかなたの海を目指して進んで行く。

川の両岸を結ぶ橋の上では緋色のローブをまとった王や将軍たちが勝利の行進を繰り広げ、それを見ようと喜びに満ちた群衆がバルコニーやテラスへ殺到する。手前には精巧な噴水から水がほとばしっている。全体的な外観は、絶頂期の古代ローマを暗示している。
尚、この画は他の4枚より一回り大きいキャンバスに描かれている。

### 帝国の衰退
- 英題：Destruction
- キャンバスに油彩、1836年、39½ × 63½ インチ

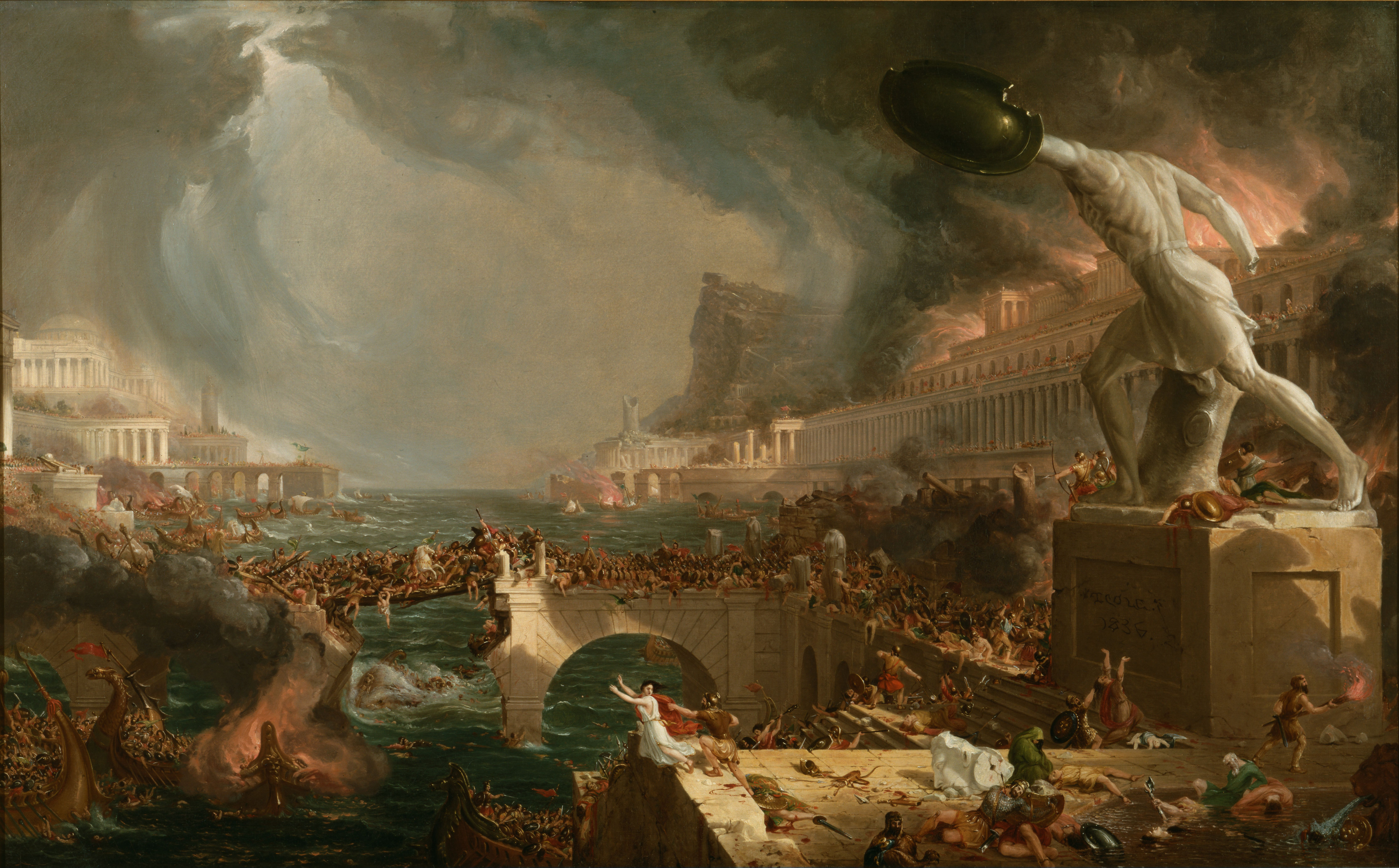
帝国の衰退

第4作『帝国の衰退』では文明の欄熟と人間の奢りから戦争が起こり、帝国はやがて滅亡する。この画では様々な場面を描くため、画家は第3作と比べ、川のほとんど中央に移動し、少し後ろに引いた視点から描いている。画の主題は、後方から迫る嵐の中での都市の略奪と破壊である。

そこでは敵の戦士を乗せた艦隊が、都市の防御軍を打ち破り、川を遡り、街に火をかけ、その住民を殺害、強姦している。そして混乱して行き惑う兵士や難民の重みに耐え切れず、かって凱旋のきらびやかな行列が渡った橋は崩れ落ちる。川の土手にある宮殿の柱の列は壊れ、上層階からは炎が吹き出している。手前にある、頭を失いながらも、まだ不確かな未来に向かうが如くに進みゆく（ボルゲーゼの剣闘士のポーズをとる）、由緒あるヒーローの像は第1作の『未開の状態』の猟師を彷彿とさせる。
この絵はおそらく455年のヴァンダル族のローマ略奪のシーンを描いたと思われる。

### 荒廃
- 英題:Desolation
- キャンバスに油彩、1836年、39½ × 63½ インチ

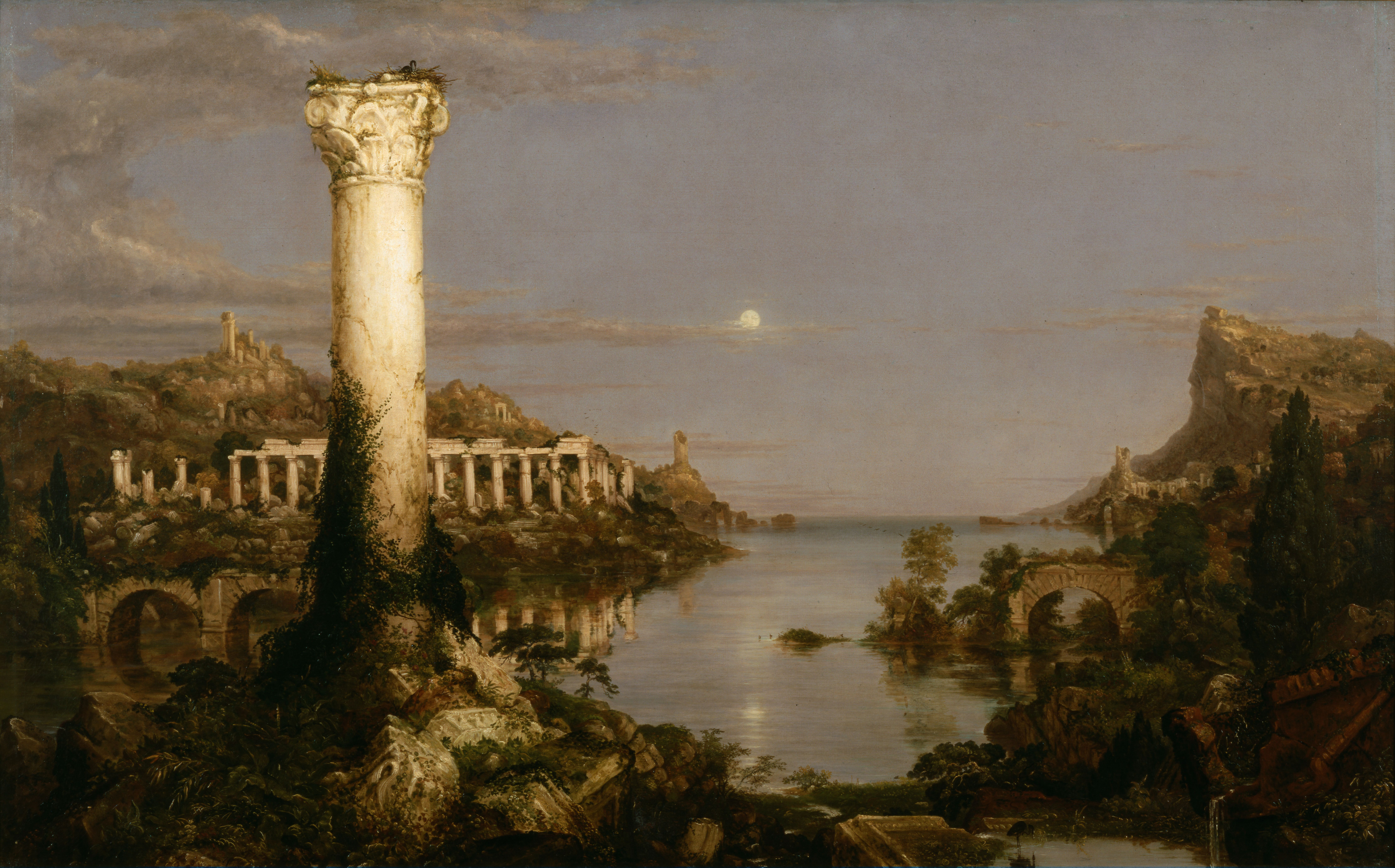
荒廃

第5作『荒廃』はかつての帝国のその後を描いている。景観は荒野に戻り始め全く人影は見られない。面影を残すのは崩れかけた石柱のみで、月の光が荒涼たる風景を寒々と照し出し、そしてその壊れた建物を木々やつたなどが覆い、背後には壊れた狼煙台の残骸が残っている。崩れ落ちた橋のアーチや神殿の柱の列は未だ残されているが、手前にそそりたつ一本の柱は今や鳥の巣となっている。第1作『未開の状態』の日の出は、月の出に変わり、その淡い光が遺跡に囲まれた川面に反射し、他方最後の日の光が残された柱を照らし出す。